# Feliksin (Taluba)
Feliksin – część wsi Taluba w Polsce położona w województwie mazowieckim, w powiecie garwolińskim, w gminie Garwolin.
Feliksin należy do rzymskokatolickiej parafii Matki Bożej Szkaplerznej w Górkach
W latach 1975–1998 Feliksin należał administracyjnie do województwa siedleckiego.